# 김태윤 (축구인)
김태윤(한국 한자: 金台潤, 1986년 7월 25일 ~ )은 대한민국의 전 축구 선수로서 현 지도자로 현재 성남 FC U-18의 저학년 코치이다. 선수 시절 포지션은 수비수였다.

## 선수 경력
2005시즌을 앞두고 성남 일화 천마에 입단하면서 프로 무대에 데뷔했다. 2006년 5월 10일 열린 인천 유나이티드와의 경기에서 프로 데뷔골을 기록했다.